# Austrocroce attenuata
Austrocroce attenuata is een insect uit de familie van de Nemopteridae, die tot de orde netvleugeligen (Neuroptera) behoort. 
Austrocroce attenuata is voor het eerst wetenschappelijk beschreven door Froggatt in 1905.